# Джейкоб Кроп
Джейкоб Кроп (англ. Jacob Krop; нар. 4 червня 2001) — кенійський легкоатлет, який спеціалізується в бігу на середні та довгі дистанції.

## Спортивні досягнення
Срібний призер чемпіонату світу в бігу на 5000 метрів (2022).
Фіналіст (6-е місце) змагань з бігу на 5000 метрів на чемпіонаті світу-2019.
Посів 5-е місце у бігу на 3000 метрів на чемпіонаті світу в приміщенні (2022).
Бронзовий призер Ігор Співдружності у бігу на 5000 метрів (2022).